# Antonio Romano (músico)
Antonio Carlos Romano (6 de agosto de 1962, Villa Insuperable, Gran Buenos Aires), conocido simplemente como Antonio Romano o Tano Romano es un guitarrista argentino, conocido por haber sido el guitarrista de Hermética, y en la actualidad, de Malón, además de haber sido guitarrista de Cerbero, Visceral y Razones Conscientes. Es considerado como uno de los referentes del heavy metal argentino.

## Historia
La primera banda de Romano fue Cerbero, la cual se dedicaba al black metal, y en sus letras denunciaban la complicidad de la iglesia con el golpe militar. No consiguieron grabar un álbum, pero grabaron dos demos, uno de ellos en directo.
Antonio Romano dejó Cerbero cuando Ricardo Iorio lo convocó para formar Hermética, poco después de la disolución de V8.
Junto con Iorio en bajo, Fabián Spataro en batería y con el posterior ingreso de Claudio O'Connor en voz, se consolida la primera formación de Hermética. Spataro deja la banda y es reemplazado por Tony Scotto. Con él, la banda publica en 1989 su álbum debut, Hermética, el cual contó con una producción pobre debido al bajo presupuesto. Luego de la expulsión de Scotto a fines de 1990, y con la posterior llegada de Claudio Strunz, la banda publica su más exitoso álbum, Ácido argentino,. Entre 1992 y 1993 la banda toca junto a Motörhead y Black Sabbath en el Estadio Obras Sanitarias, y publica su primer álbum en directo grabado en Stadium, En vivo 1993 Argentina. En 1994 la banda publica Víctimas del vaciamiento, el cual alcanzó el disco de oro y fue el último álbum de estudio de la banda. En septiembre del mismo año participan del Monsters of Rock en el estadio de River Plate. A fin de año la banda se presenta en el Estadio Obras Sanitarias, y en su mayor auge, se separa. Luego de su separación se publican dos álbumes en directo, Lo último y En concierto.
Luego de la separación, Romano, O'Connor y Strunz tomaron al bajista Karlos Cuadrado y formaron Malón a principios de 1995. Luego de algunos conciertos, a mediados de año publican su álbum debut, Espíritu combativo. En 1996 publican su segundo trabajo, Justicia o resistencia.
Malón se separó en 1998. Sin embargo, se produjo una reunión temporal en 2001, pero Claudio O'Connor, el vocalista original, se negó a participar, por lo que se incluyó en la banda al vocalista Eduardo Ezcurra. Junto con él, la banda publica un EP titulado El EP, pero ni el álbum ni la reunión tuvieron éxito, por lo que la banda se vuelve a separar. Entonces Romano y Ezcurra junto con el bajista Eddie Walker y el baterista Luis Sánchez fundan Razones Conscientes. Además, Romano dio vida a su proyecto solista.
Durante esta última etapa, Antonio Romano se dedicó a festejar sus 25 años de historia en la música con una serie de recitales que abarcaron varios puntos del país, acompañado de diferentes figuras notables del metal argentino. Asimismo, participó del tributo a V8 y el aniversario del disco Ácido Argentino de Hermética.
En el verano de 2011 se produjo la reunión de Malón con todos sus miembros originales. Hasta la fecha realizaron varios conciertos, entre ellos, en el Estadio Cubierto Malvinas Argentinas. En él grabaron dos CD+DVD en directo, El regreso más esperado en 2011 y 360° en 2012. Con Malón grabó en 2015 el disco Nuevo Orden Mundial mientras que con su banda solista editó Uno en 2017, y en 2020 Librarse y Existir su último trabajo a la fecha.

## Guitarras
A principios de 1980 es despedido de una fábrica metalúrgica en la que trabajaba y recibe 550 australes a modo de indemnización, tras buscar una Fender Stratocaster 25 Aniversario pero no poder pagarla compra una Ibanez Blazer siendo el formato lo que más le interesaba. Al principio la guitarra contaba con puente fijo y 3 micrófonos simple bobina, al querer imitar el estilo de guitarristas como Ritchie Blackmore o Steve Vai decide ponerle un puente con palanca pero debido a los limitados recursos de la época lo más cercano que pudo conseguir fue un puente tipo Fender Stratocaster de imitación, al estar colocado de forma casera este puente desafinaba al ser accionada la palanca por ello decide colocar un puente Shift Washburn Wonderbar que conserva hasta hoy.
Solucionado el problema de la palanca buscaba conseguir más distorsión en su sonido por lo que remplaza el micrófono simple bobina del puente por un Dimarzio Super Distortion (primer micrófono diseñado para ser instalado fuera de fábrica) el cual quitó luego de unos meses debido al exceso de graves que producía, tras escuchar a Pantera decide probar el micrófono Dimarzio X2N. Unos meses más tarde de haber instalado este último empezó a percibir un exceso de agudos, por lo que instala un Dimarzio Mega Drive que según él le da el balance justo entre ambos. Usa únicamente el micrófono doble del puente, tanto como para los sonidos limpios como para los sonidos distorsionados, ha dicho que los demás micrófonos solo los tiene "para tapar el agujero". Además desde la época de Malón usa una ESP Maverick Deluxe.

## Amplificadores
En sus inicios usaba un amplificador combo Ionic valvular que usaba junto con un Morley Deluxe Distortion. Cuando ingresa a Hermética la compañía discográfica Radio Trípoli le ofrece un préstamo para mejorar sus equipos el cual le permite comprarse un Marshall JCM 800 al que añadió un preamplificador ADA, luego lo cambio por un cabezal Mesa Boogie Dual Rectifier, cuando estos equipos empezaron a sufrir inconvenientes en los viajes de largas distancias los dejó de sacar para sus giras y empezó a usar una pedalera Line 6 HD500.

## Discografía

### Con Hermética
- 1989 - Hermética
- 1990 - Intérpretes
- 1991 - Ácido argentino
- 1993 - En vivo 1993 Argentina
- 1994 - Víctimas del vaciamiento
- 1995 - Lo último
- 1996 - En concierto
- 1998 - Sentimiento argentino

### Con Malón
- 1995 - Espíritu combativo
- 1996 - Justicia o resistencia
- 1997 - Resistencia viva
- 2002 - EP
- 2004 - Grandes éxitos
- 2012 - El regreso más esperado
- 2013 - 360°
- 2015 - Nuevo Orden Mundial
- 2023 - Oscuro plan del poder

### Con Visceral
- 1999 - Visceral
- 2001 - Arrancados del sistema

### Con Razones Conscientes
- 2003 - Demo
- 2005 - Industria argentina
- 2007 - Dejando huella
- 2009 - Demo

### Como solista
- 2011 - 25 Años
- 2015 - 30 Años
- 2017 - Uno
- 2020 - Librarse Y Existir

### Colaboraciones
- 2023 - Libertad (Dario Imaz)[12]